# Mistrzostwa Świata Juniorów w Narciarstwie Klasycznym 2004
Mistrzostwa Świata Juniorów w Narciarstwie Klasycznym 2004 – zawody sportowe, które odbyły się w dniach 3 lutego – 8 lutego 2004 r. w norweskim mieście Stryn. Podczas mistrzostw zawodnicy rywalizowali w 13 konkurencjach, w trzech dyscyplinach klasycznych: skokach narciarskich, kombinacji norweskiej oraz w biegach narciarskich. W tabeli medalowej zwyciężyła reprezentacja Rosji, której zawodnicy zdobyli 4 złote, 1 srebrny i 4 brązowe medale. Najwięcej medali zdobyli jednak reprezentanci Niemiec – 10 (1 złoty, 5 srebrnych i 4 brązowe).

## Program
3 lutego
- Biegi narciarskie – 15 kilometrów (K), 30 kilometrów (M)

4 lutego
- Kombinacja norweska – skocznia normalna, 10 kilometrów indywidualnie (M)

5 lutego
- Biegi narciarskie – 5 kilometrów (K), 10 kilometrów (M)
- Skoki narciarskie – skocznia normalna drużynowo (M)

6 lutego
- Kombinacja norweska – skocznia normalna, 5 kilometrów drużynowo (M)

7 lutego
- Biegi narciarskie – sprint (M/K)
- Skoki narciarskie – skocznia normalna indywidualnie (M)

8 lutego
- Kombinacja norweska – skocznia normalna, 7,5 kilometrów indywidualnie (M)
- Biegi narciarskie – sztafeta 4x5 kilometrów (K), 4x10 kilometrów (M)

## Medaliści

### Biegi narciarskie – juniorzy
Mężczyźni
| Konkurencja                      | Data          | Złoto                                                                                          | Srebro                                                             | Brąz                                                                                 |
| -------------------------------- | ------------- | ---------------------------------------------------------------------------------------------- | ------------------------------------------------------------------ | ------------------------------------------------------------------------------------ |
| Sprint techniką dowolną          | 7 lutego 2004 | Robin Bryntesson                                                                               | Ville Verkama                                                      | Martin Stockinger                                                                    |
| Bieg na 30 km techniką klasyczną | 3 lutego 2004 | Anatolij Nieuczesow                                                                            | Curdin Perl                                                        | Franz Göring                                                                         |
| Bieg na 10 km techniką dowolną   | 5 lutego 2004 | Franz Göring                                                                                   | Jewgienij Koszewoj                                                 | Nikołaj Moriłow                                                                      |
| Bieg sztafetowy 4x10 km          | 8 lutego 2004 | Kazachstan Siergiej Czeriepanow · Aleksiej Połtoranin · Jewgienij Safonow · Jewgienij Koszewoj | Niemcy Steve Ullmann · Stefan Kirchner · Franz Göring · Erik Hänel | Rosja Wjaczesław Dwoskin · Anatolij Nieuczesow · Aleksandr Parusow · Nikołaj Moriłow |

Kobiety
| Konkurencja                      | Data          | Złoto                                                                    | Srebro                                                                        | Brąz                                                                 |
| -------------------------------- | ------------- | ------------------------------------------------------------------------ | ----------------------------------------------------------------------------- | -------------------------------------------------------------------- |
| Sprint techniką dowolną          | 7 lutego 2004 | Astrid Øvstedal                                                          | Ida Ingemarsdotter                                                            | Walentina Nowikowa                                                   |
| Bieg na 15 km technika klasyczną | 3 lutego 2004 | Irina Chazowa                                                            | Antje Dittrich                                                                | Marion Ruf                                                           |
| Bieg na 5 km techniką dowolną    | 5 lutego 2004 | Irina Chazowa                                                            | Anna Slepowa                                                                  | Walentina Nowikowa                                                   |
| Bieg sztafetowy 4x5 km           | 8 lutego 2004 | Rosja Walentina Nowikowa · Anna Slepowa · Natalja Iljina · Irina Chazowa | Czechy Eva Nývltová · Lenka Munclingerová · Petra Markelová · Ivana Janečková | Niemcy Antje Dittrich · Nadine Bachmann · Julia Swieder · Marion Ruf |

### Skoki narciarskie
Mężczyźni
| Konkurencja                       | Data          | Złoto                                                                         | Srebro                                                             | Brąz                                                                          |
| --------------------------------- | ------------- | ----------------------------------------------------------------------------- | ------------------------------------------------------------------ | ----------------------------------------------------------------------------- |
| Skocznia normalna – indywidualnie | 7 lutego 2004 | Mateusz Rutkowski                                                             | Thomas Morgenstern                                                 | Olli Pekkala                                                                  |
| Skocznia normalna – drużynowo     | 5 lutego 2004 | Austria Roland Müller · Christoph Lenz · Nicolas Fettner · Thomas Morgenstern | Polska Kamil Stoch · Dawid Kowal · Stefan Hula · Mateusz Rutkowski | Niemcy Patrick Kaltenbach · Tobias Bogner · Marc Krauspenhaar · Julian Musiol |

### Kombinacja norweska
Mężczyźni
| Konkurencja                                       | Data          | Złoto                                                                          | Srebro                                                                         | Brąz                                                                    |
| ------------------------------------------------- | ------------- | ------------------------------------------------------------------------------ | ------------------------------------------------------------------------------ | ----------------------------------------------------------------------- |
| Skocznia normalna, bieg na 7,5 km – indywidualnie | 8 lutego 2004 | Petter Tande                                                                   | Tino Edelmann                                                                  | Anssi Koivuranta                                                        |
| Skocznia normalna, bieg na 10 km – indywidualnie  | 4 lutego 2004 | Petter Tande                                                                   | Tino Edelmann                                                                  | David Zauner                                                            |
| Skocznia normalna, bieg na 4x5 km – drużynowo     | 6 lutego 2004 | Norwegia Einar Uvsløkk · Mikko Kokslien · Jon-Richard Rundsveen · Petter Tande | Niemcy Christian Ulmer · Christian Beetz · Florian Schillinger · Tino Edelmann | Austria Michael Palli · Lukas Klapfer · Benjamin Kreiner · David Zauner |

## Tabela medalowa
| Klasyfikacja medalowa | Klasyfikacja medalowa | Klasyfikacja medalowa | Klasyfikacja medalowa | Klasyfikacja medalowa | Klasyfikacja medalowa |
| Lp.                   | Państwo               | złoto                 | srebro                | brąz                  | złoto · srebro · brąz |
| --------------------- | --------------------- | --------------------- | --------------------- | --------------------- | --------------------- |
| 1.                    | Rosja                 | 4                     | 1                     | 4                     | 9                     |
| 2.                    | Norwegia              | 4                     | 0                     | 0                     | 4                     |
| 3.                    | Niemcy                | 1                     | 5                     | 4                     | 10                    |
| 4.                    | Austria               | 1                     | 1                     | 3                     | 5                     |
| 5.                    | Kazachstan            | 1                     | 1                     | 0                     | 2                     |
|                       | Polska                | 1                     | 1                     | 0                     | 2                     |
|                       | Szwecja               | 1                     | 1                     | 0                     | 2                     |
| 8.                    | Finlandia             | 0                     | 1                     | 2                     | 3                     |
| 9.                    | Czechy                | 0                     | 1                     | 0                     | 1                     |
|                       | Szwajcaria            | 0                     | 1                     | 0                     | 1                     |